# Julien Lizeroux
Julien Lizeroux (* 5. September 1979 in Moûtiers, Savoyen) ist ein ehemaliger französischer Skirennläufer. Er gehörte von 1998 bis 2021 der französischen Ski-Nationalmannschaft an und wurde 2009 Vizeweltmeister im Slalom und in der Super-Kombination. Er gewann insgesamt drei Weltcuprennen und wurde dreimal Französischer Meister.

## Biografie
Lizeroux wurde als Sohn eines Bergführers und einer Skilehrerin in der französischen Hochgebirgsregion Savoyen geboren. Als Siebenjähriger wurde er Mitglied des Sportclubs von La Plagne und besuchte ab dem Alter von 15 Jahren das Skigymnasium in Albertville, das er mit dem Abitur abschloss.
Von Dezember 1994 an nahm Lizeroux regelmäßig an FIS-Rennen teil, im Januar 1997 ging er erstmals im Europacup an den Start. Erste bedeutende Erfolge feierte er in der Saison 1997/98, als er bei den Juniorenweltmeisterschaften in Megève die Bronzemedaille in der Kombination gewann und bei den französischen Juniorenmeisterschaften den Titel im Slalom errang sowie Vizemeister im Super-G wurde. Nach seinem Sprung in die französische Skinationalmannschaft wurde er in der Saison 1999/2000 Französischer Meister in der Kombination und Vizemeister im Slalom. In der Slalomwertung des Europacups rangierte er am Ende der Saison auf Rang sieben.
Am 23. Januar 2000 bestritt Lizeroux in Kitzbühel sein erstes Weltcuprennen. Beim Slalom von Madonna di Campiglio am 19. Dezember 2000 holte er mit Rang 15 seine ersten Weltcuppunkte, im Februar 2001 nahm er in St. Anton am Arlberg erstmals an Weltmeisterschaften teil. Eine schwere Verletzung, die er sich im November 2001 beim Weltcuprennen in Aspen zuzog, zwang ihn zu einer einjährigen Unterbrechung seiner Karriere.
Seine Rückkehr in den Weltcup verlief schwierig. In keinem der Rennen der Saison 2002/03 konnte sich Lizeroux für den zweiten Durchgang qualifizieren. Am Saisonende erlitt er bei den französischen Meisterschaften eine Fraktur des Außenknöchels. Nach seiner Genesung verlief auch die Saison 2003/04 durchwachsen. Im Weltcup verfehlte er stets die Qualifikation für den Finaldurchgang, im Europacup gelangen ihm nur drei Platzierungen unter den besten 30. Erst in der Saison 2004/05 vermochte er im Europacup wieder an seine früheren Erfolge anzuknüpfen.
Im Januar 2005 zog sich Lizeroux beim Weltcuprennen in Chamonix erneut eine Verletzung zu, die das vorzeitige Saisonende bedeutete. Mit guten Leistungen im Europacup (zwei Siege und der zweite Platz in der Slalomwertung der Saison 2006/07) kämpfte er sich wieder in das französische Weltcupteam zurück. In der Saison 2007/08 konnte sich der Franzose in der Weltspitze etablierten. Er fuhr in zehn von elf Weltcupslaloms unter die schnellsten zehn und erreichte als bestes Resultat einen vierten Platz in Kitzbühel am 20. Januar 2008. In der Super-Kombination erzielte er ebenfalls zwei Top-10-Ergebnisse, im Slalomweltcup belegte er den sechsten Platz. Nach über einem Dutzend Platzierungen unter den besten zehn feierte Julien Lizeroux am 25. Januar 2009 am Ganslernhang in Kitzbühel seinen ersten Sieg. Fünf Wochen später erreichte er im Slalom des Vitranc-Pokals in Kranjska Gora erneut Platz eins. Im Slalomweltcup konnte er sich in der Saison 2008/09 auf Rang drei verbessern.
Bei den Weltmeisterschaften 2009 in Val-d’Isère gewann Lizeroux die Silbermedaille in der Super-Kombination und im Slalom. Ohne Medaille blieb er bei den Olympischen Winterspielen 2010, hier war sein bestes Ergebnis der neunte Platz im Slalom. Mit einem Sieg am Chuenisbärgli in Adelboden, einem zweiten Platz und zwei dritten Plätzen musste er sich im Slalomweltcup der Saison 2009/10 nur knapp dem Österreicher Reinfried Herbst geschlagen geben. Zudem kam er erstmals im Gesamtweltcup unter die besten zehn. Die Saison 2010/11 musste Lizeroux wegen anhaltender Schmerzen im linken Knie Ende Januar beenden. Nach einer ersten Operation im Februar und einer weiteren im Juni des Jahres musste er die gesamte Saison 2011/12 pausieren.
Nachdem er wegen verschiedener Komplikationen auch die Saison 2012/13 verpasst hatte, gab er am 17. November 2013 beim Slalom von Levi sein Comeback und fuhr dort auf den 17. Platz. Im Verlaufe der Saison 2014/15 konnte sich Lizeroux wieder in der erweiterten Weltspitze etablieren, mit sechs Ergebnissen in den besten 15. Für Aufsehen sorgte er am 22. März 2015 beim Weltcup-Finale in Méribel, als er im ersten Durchgang des Slaloms unmittelbar nach dem Start unfreiwillig einen Purzelbaum schlug. In der Saison 2015/16 klassierte sich Lizeroux viermal in den Top 10 eines Weltcuprennens, ebenso in der nachfolgenden Saison 2016/17. Bei den Weltmeisterschaften 2017 in St. Moritz stand er im Mannschaftswettbewerb als Ersatzläufer im Einsatz und erhielt eine Goldmedaille zugesprochen.
Lizeroux gab einen Tag vor dem Nachtslalom in Schladming vom 26. Januar 2021 bekannt, dass dies sein letztes Rennen sein werde. Er konnte sich in diesem Slalom nicht für den zweiten Lauf qualifizieren und trat danach zurück. Insgesamt hat Lizeroux 172 Weltcuprennen bestritten.

## Privates
Lizeroux ist mit der Skirennläuferin Tessa Worley liiert. Im Februar 2024 wurden sie Eltern eines Sohnes.

## Erfolge

### Olympische Spiele
- Vancouver 2010: 9. Slalom, 18. Super-Kombination, 26. Abfahrt
- Sotschi 2014: 15. Slalom
- Pyeongchang 2018: 4. Mannschaftswettbewerb

### Weltmeisterschaften
- St. Anton 2001: 25. Slalom
- Åre 2007: 14. Slalom
- Val-d’Isère 2009: 2. Super-Kombination, 2. Slalom
- Vail/Beaver Creek 2015: 22. Slalom
- St. Moritz 2017: 1. Mannschaftswettbewerb
- Åre 2019: 5. Mannschaftswettbewerb

### Weltcup
- 9 Podestplätze in Einzelrennen, davon 3 Siege:

| Datum           | Ort           | Land       | Disziplin |
| --------------- | ------------- | ---------- | --------- |
| 25. Januar 2009 | Kitzbühel     | Österreich | Slalom    |
| 1. März 2009    | Kranjska Gora | Slowenien  | Slalom    |
| 10. Januar 2010 | Adelboden     | Schweiz    | Slalom    |

- 3 Podestplätze bei Mannschaftswettbewerben

### Weltcupwertungen
| 2000/01 | 78.                                 | 59                                  | –                                   | –                                   | 28.                                 | 59                                  | –                                   | –                                   | –                                   | –                                   |                                     |                                     |
| 2006/07 | 74.                                 | 89                                  | –                                   | –                                   | 24.                                 | 89                                  | –                                   | –                                   | –                                   | –                                   |                                     |                                     |
| 2007/08 | 17.                                 | 479                                 | –                                   | –                                   | 6.                                  | 389                                 | 11.                                 | 90                                  | –                                   | –                                   |                                     |                                     |
| 2008/09 | 13.                                 | 558                                 | –                                   | –                                   | 3.                                  | 419                                 | 7.                                  | 139                                 | –                                   | –                                   |                                     |                                     |
| 2009/10 | 9.                                  | 614                                 | 38.                                 | 14                                  | 2.                                  | 512                                 | 10.                                 | 88                                  | -                                   | -                                   |                                     |                                     |
| 2010/11 | 58.                                 | 142                                 | –                                   | –                                   | 30.                                 | 62                                  | –                                   | –                                   | 2.                                  | 80                                  |                                     |                                     |
| 2011/12 | verletzungsbedingt keine Ergebnisse | verletzungsbedingt keine Ergebnisse | verletzungsbedingt keine Ergebnisse | verletzungsbedingt keine Ergebnisse | verletzungsbedingt keine Ergebnisse | verletzungsbedingt keine Ergebnisse | verletzungsbedingt keine Ergebnisse | verletzungsbedingt keine Ergebnisse | verletzungsbedingt keine Ergebnisse | verletzungsbedingt keine Ergebnisse | verletzungsbedingt keine Ergebnisse | verletzungsbedingt keine Ergebnisse |
| 2012/13 | keine Weltcuprennen bestritten      | keine Weltcuprennen bestritten      | keine Weltcuprennen bestritten      | keine Weltcuprennen bestritten      | keine Weltcuprennen bestritten      | keine Weltcuprennen bestritten      | keine Weltcuprennen bestritten      | keine Weltcuprennen bestritten      | keine Weltcuprennen bestritten      | keine Weltcuprennen bestritten      | keine Weltcuprennen bestritten      | keine Weltcuprennen bestritten      |
| 2013/14 | 96.                                 | 34                                  | –                                   | –                                   | 36.                                 | 34                                  | –                                   | –                                   | –                                   | –                                   |                                     |                                     |
| 2014/15 | 48.                                 | 157                                 | –                                   | –                                   | 15.                                 | 157                                 | –                                   | –                                   | –                                   | –                                   |                                     |                                     |
| 2015/16 | 78.                                 | 59                                  | –                                   | –                                   | 28.                                 | 59                                  | –                                   | –                                   | –                                   | –                                   |                                     |                                     |
| 2016/17 | 38.                                 | 233                                 | –                                   | –                                   | 13.                                 | 233                                 | –                                   | –                                   | –                                   | –                                   |                                     |                                     |
| 2017/18 | 59.                                 | 104                                 | –                                   | –                                   | 24.                                 | 104                                 | –                                   | –                                   | –                                   | –                                   |                                     |                                     |
| 2018/19 | 69.                                 | 91                                  | –                                   | –                                   | 24.                                 | 91                                  | –                                   | –                                   | –                                   | –                                   |                                     |                                     |
| 2019/20 | 105.                                | 44                                  | –                                   | –                                   | 37.                                 | 44                                  | –                                   | –                                   | –                                   | –                                   |                                     |                                     |

### Europacup
- Saison 2006/07: 11. Gesamtwertung, 2. Slalomwertung
- Saison 2013/14: 5. Slalomwertung
- 9 Podestplätze, davon 3 Siege:

| Datum             | Ort             | Land       | Disziplin |
| ----------------- | --------------- | ---------- | --------- |
| 26. November 2006 | Salla           | Finnland   | Slalom    |
| 14. Januar 2007   | Donnersbachwald | Österreich | Slalom    |
| 4. Januar 2014    | Chamonix        | Frankreich | Slalom    |

### Juniorenweltmeisterschaften
- Megève 1998: 3. Kombination, 10. Slalom, 17. Abfahrt, 33. Riesenslalom
- Pra Loup 1999: 8. Slalom, 20. Riesenslalom

### Weitere Erfolge
- Dreifacher Französischer Meister
  - Kombination 2000
  - Slalom und Indoor-Slalom 2008
- Französischer Juniorenmeister im Slalom 1998
- 9 Siege in FIS-Rennen